# 제6사단 (영국)
제6사단(영어: 6th (United Kingdom) Division)은 영국 육군의 활동중인 사단이다.
2019년 8월에 전력병무사령부의 본부를 제6사단 본부로 개명함으로써 형성되었다.

## 역사

### 제1차 세계 대전
제6사단은 정규군 사단으로서 프랑스로 1914년 9월 9일에 보내어져 서부 전선에서 종사하였다. 제6사단의 첫번째 행동은 제3군단의 일원으로 제1차 이프르 전투로 모습을 보였다.

### 제2차 세계 대전
11일 뒤의 10월 10일에 로널드 스코비 소장의 제70보병사단으로 개명하였다.

### 아프가니스탄 전쟁
2007sus 7월 26일에 영국 국방부 장관 데스몬드 브라우니가 아프가니스탄에서 국제안보지원군의 남부지역사령부를 지휘할 새로운 제6사단 본부의 재편성을 발표하였다. 임시로 전력지휘구조를 증강하기 위해 배치할 수 있는 2성 장군의 본부를 설립하기로 결정하였다. 2011년까지 설립될 것이다. 2008년 2월 1일부터 자코 페이지(혹은 J D. 페이지) 소장이 지휘를 맡았다.
새로운 사단급 본부, 제6 (영국) 사단, 본부는 2008년 8월 5일 요크에서 임팔 막사 앞서 전개하여 남부지역사령부로서 아프가니스탄에 전개하기에 앞서 2009년 11월 연합합동태스크포스 6에 증원되었다.
2011년 4월에 본부를 폐쇄하였다.

### 2019년 재편성
2019년 8월 1일에 전력병무사령부가 제6(영국)사단으로 개명되고, 소속부대는 제1통신여단, 제11통신여단, 제1정보감시정찰여단, 제77여단, 특화된병단으로 재편성되었다. 2020년 10월 16일에 제11통신여단은 제6사단에서 제3사단으로 넘어갔다. 제1,3 사단과 함께 야전군 아래에 놓이게 재구조화되었다.
2021년 8월 말기에 특화된보병단은 육군특수작전여단으로 재편성되었다.

## 전투 서열

### 아프가니스탄 전쟁
다음의 전투 서열은 2009년 11월 기준이다.
남부지역사령부 – 칸다하르 비행장
- 스코틀랜드 왕립연대 3대대 – 지역 예비대

태스크포스 헬만드 – 영국 제11경보병여단
- 더 라이트 드라군스
- 콜드스트림 근위대, 1대대
- 척탄근위대, 1대대
- 요크셔 연대, 2대대
- 더 라이플스, 3대대
- 제8덴마크 전투단(Danish Battle Group 8)

태스크포스 칸다하르 - 캐나다 제1기계화여단집단
- 미국 제12보병연대, 1대대
- 프린세스 패트리샤 캐나다 경보병연대, 1대대

태스크포스 레터넥 - 미국 제2해병원정여단
- 제제7해병연대/제7연대전투단
  - 제2경기갑수색대대
  - 제4해병연대 3대대
  - 제5해병연대 1대대
  - 제8해병연대 2대대

태스크포스 우루즈겐 - 네덜란드 제11공중기동여단
- 오스트레일리아 왕립연대
- 제17기갑보병대대
- 오스트레일리아 특수작전태스크단

태스크포스 자불 –  루마니아 제2산악보병여단
- 루마니아 제280보병대대

태스크포스 스트라이커 - 미국 제2보병사단, 5여단전투단
- 제1기병연대, 8대대
- 제1보병연대, 2대대
- 제17보병연대, 1대대
- 제23보병연대, 4대대

### 2019년

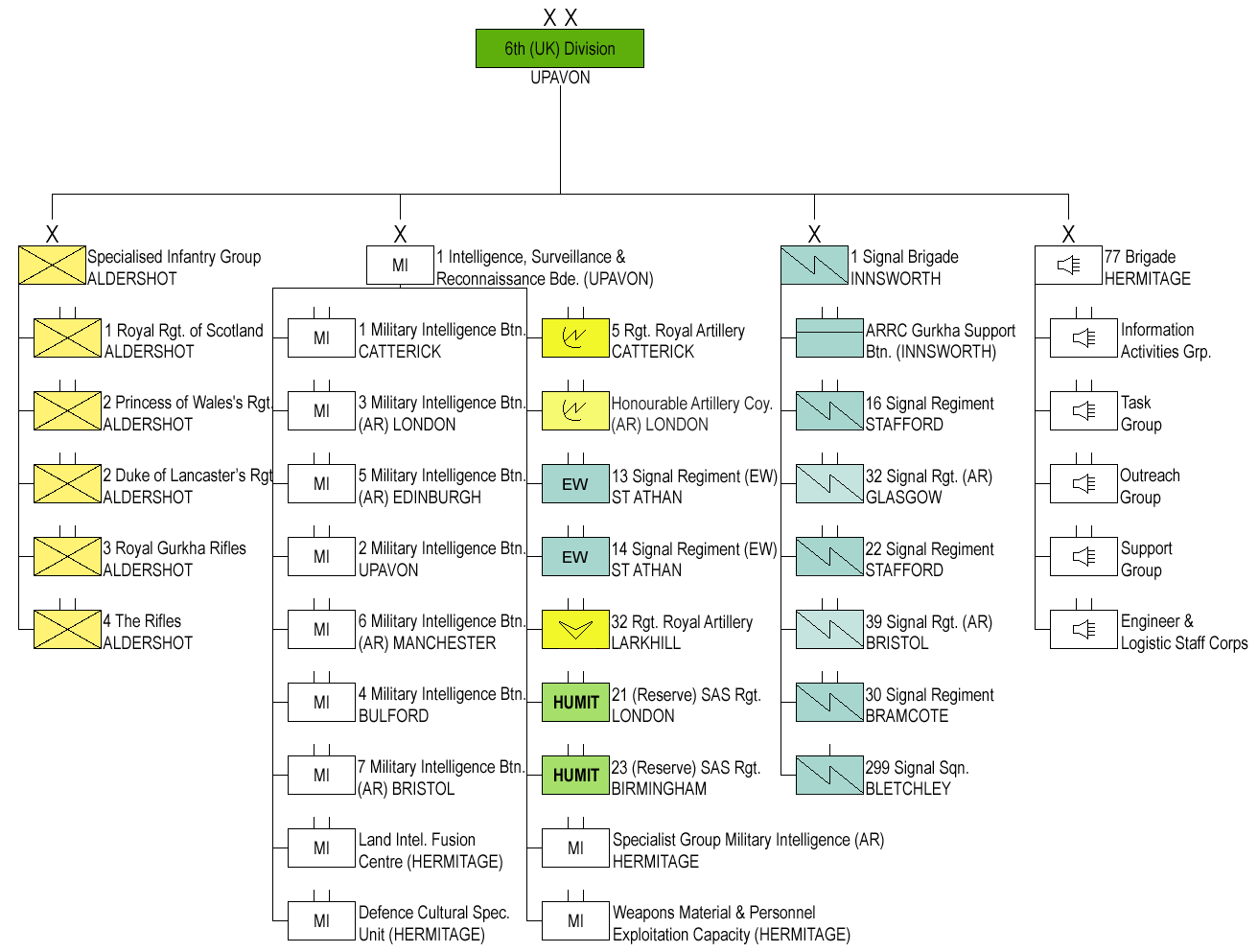
2019년 기준 orbat

- 육군특수작전여단, 전 특화보병단
- 제1정보감시정찰여단
- 제1통신여단
- 제77여단

## 기록

### 계보
- 6th Division→제6사단
- 6th Infantry Division→제6보병사단
- 2008년 8월 5일, Headquarters 6th (United Kingdom) Division→제6(영국)사단, 본부
- 2019년 8월 1일, 6th (United Kingdom) Division→제6(영국)사단

### 참전
- 나폴레옹 전쟁
  - 반도 전쟁
    - 푸엔테스 데 오뇨로 전투
    - 살라망카 전투
    - 피레네 전투
    - 오르테즈 전투

  - 워털루 전역
- 제2차 보어 전쟁
- 제1차 세계 대전: 서부 전선
  - 제1차 이프르 전투
  - 솜 전투
  - 캉브레 전투
  - 에페 전투
- 아일랜드 독립전쟁
- 제2차 세계 대전
- 아프가니스탄 전쟁

## 참고
1. ↑  “Army restructures to confront evolving threats”. 《Ministry of Defence》 (영어) (London). 2019년 7월 31일. 2019년 8월 1일에 확인함.
2. ↑  “Army sixth division focuses on cyber, electronic warfare, intelligence, information operations”. 《The Cyber Security Source》 (영어) (Twickenham). 2019년 7월 31일. 2020년 8월 3일에 원본 문서에서 보존된 문서. 2019년 8월 1일에 확인함.
3. ↑  3rdUKDivision (2020년 10월 16일). “Today we welcome 11th Signals & West Midlands Bde to @3rdUKDivision.@R_Signals soldiers enable our command & control systems & are now with us at the forefront of national operations. Welcome to the Iron Division!@BritishArmy@3UKDivComdSM @11SigWMBde” (트윗) (영어).
4. ↑  “11th Signal Brigade”. 《army.mod.uk》 (영어). British Army. 2020년 10월 16일. 2020년 10월 18일에 확인함.
5. ↑  Burgess, Sally (2019년 8월 1일). “British Army to train cyber spies to combat hackers and digital propaganda”. 《Sky News》 (영어) (London). 2019년 8월 1일에 확인함.
6. ↑  Nicholls, Dominic (2019년 8월 1일). “British Army to engage in social media warfare as new cyber division unveiled”. 《The Daily Telegraph》 (영어) (London). 2019년 8월 1일에 확인함.
7. ↑  “First glimpse of 'Future Soldier'” (영어). Soldier Magazine. 2021년 8월 1일. 14쪽.
8. ↑  “New British Army brigade: reshaping UK special operations for the better?”. 《IISS》 (영어). 2021년 9월 4일에 확인함.
9. ↑  “Afghanistan ORBATs: February 2009- December 2012” (PDF) (영어). The Institute for the Study of War. 2012년 2월 2일. 2023년 7월 16일에 확인함.
10. ↑  Tunnel, Harry. “Task Force Stryker Network-Centric Operations in Afghanistan” (PDF). 2021년 2월 27일에 원본 문서 (PDF)에서 보존된 문서.